# Nicolás Posco
Nicolás Andrés Posco (n. 20 de julio de 1987, Moreno, Provincia de Buenos Aires) es un piloto argentino de automovilismo de velocidad. Desarrolló su carrera deportiva a nivel nacional, destacándose en las categorías Turismo Pista y Turismo Nacional. Fue subcampeón de la Clase 2 del TP en 2012 y bicampeón de la Clase 2 del TN en 2018 y 2020.

## Biografía
Sus inicios tuvieron lugar en la Asociación Libres Mil Agrupados (conocida por sus siglas ALMA), debutando en el año 2006 en la división Alma Promocional de la cual obtuvo el subcampeonato en el año 2008. Su carrera continuó en la división Alma Clase 2, donde logró el campeonato de la temporada 2011. Estos pergaminos le dieron la posibilidad de competir a nivel nacional en la temporada siguiente.
En 2012 se produjo su debut en la Clase 2 del Turismo Pista, categoría en la que debutó al comando de un Fiat Uno atendido por el equipo de Fernando Monti. Con esta unidad, tuvo su primera victoria en el Autódromo Roberto Mouras el 19 de marzo de 2012, lo que le posibilitó pelear por el título. A pesar de ello, sus resultados sólo le bastaron para lograr el subcampeonato detrás de Fernando Lastau, pero asegurando el 1-2 para la escuadra Pilar Racing. La obtención de este título, le permitió acceder a la Clase 3 del TP para la temporada siguiente.
En 2013 se produjo su debut en la Clase 3 del Turismo Pista, al comando de un Volkswagen Gol del equipo de Diego López. Sin embargo, en esta temporada solamente compitió en 6 carreras, logrando su primer triunfo en la última de estas competencias corridas. Su objetivo cambió a mitad de temporada, al ser convocado por el preparador José Martos, a fin de concretar su debut en la Clase 2 del Turismo Nacional, para la cual ingresó compitiendo al comando de un Ford Fiesta KD, con el cual desarrolló las tres últimas fechas del campeonato.
En 2014 desdobló por primera vez su presencia en el automovilismo argentino, ya que tras asegurar su continuidad en la Clase 2 del Turismo Nacional, volvió a competir en la Clase 2 del Turismo Pista, aunque en esta oportunidad al comando de un Fiat Palio propiedad de la Familia Boni y con elementos de José Martos. Tras estas experiencias, llegó en 2017 su debut en la Clase 3 del Turismo Nacional, siempre bajo la tutela de Martos, pero al comando de un Ford Focus III.
En 2018 y por razones presupuestarias, resolvió volverse a la Clase 2 del TN, compitiendo al comando de un Ford Fiesta KD, dentro del equipo de Alejandro Bucci. En esta temporada desarrolló un torneo de alto rendimiento, principalmente gracias a la fiabilidad de su máquina (la cual fue ocupada por el propio Alejandro Bucci para proclamarse campeón en la temporada anterior), con la cual finalmente se terminó alzando con su primer título nacional, al proclamarse campeón por primera vez de la Clase 2 del Turismo Nacional.
Si bien obtuvo el título de la Clase 2 y su intención fue la de retornar a la Clase 3, finalmente resolvió continuar compeitiendo en la Clase 2, con el plus de hacerlo pintando el "1" en los laterales de su Ford Fiesta. Como en el año anterior Posco volvió a luchar por el título, aunque en esta oportunidad terminó cerrando su participación en la tercera posición del campeonato.
En 2020, si bien a finales de la temporada anterior había asegurado dificultades económicas para continuar, finalmente continuó corriendo en la Clase 2, repitiendo la fórmula que venía empleando desde 2018, junto a Alejandro Bucci. Finalmente y tras un campeonato que se vio limitado a causa de la pandemia de COVID-19 que restringió múltiples actividades en el territorio argentino, Posco volvió a proclamarse campeón, logrando su segundo título a nivel nacional.
La obtención del bicampeonato de la Clase 2, le permitió en 2021 retornar a la Clase 3 del Turismo Nacional, donde inició compitiendo en las primeras dos fechas dentro del equipo de Alejandro Bucci, para luego recalar en el equipo de José Martos, siempre al comando de un Ford Focus III.

## Trayectoria
| Temporada | Categoría                    | Equipo             | Coche          | Carreras | Victorias | Podios | Poles  | VR     | Puntos     | Pos.       |
| --------- | ---------------------------- | ------------------ | -------------- | -------- | --------- | ------ | ------ | ------ | ---------- | ---------- |
| 2012      | Clase 2 del Turismo Pista    | Pilar Racing       | Fiat Uno       | 12       | 2         | 4      | 4      | 2      | 172.00     | 2.º        |
| 2013      | Clase 3 del Turismo Pista    | Diego López Racing | Volkswagen Gol | 6        | 1         | 1      | 1      | 3      | 51.00      | 26.º       |
| 2013      | Clase 2 del Turismo Nacional | Martos Competición | Ford Fiesta KD | 3        | 0         | 0      | 0      | 0      | 29.00      | 31.º       |
| 2014      | Clase 2 del Turismo Nacional | Martos Competición | Ford Fiesta KD | 10       | 0         | 1      | 1      | 2      | 64.00      | 21.º       |
| 2014      | Clase 2 del Turismo Pista    | Boni Competición   | Fiat Palio     | 4        | 0         | 0      | 1      | 0      | 39.00      | 31.º       |
| 2015      | Clase 2 del Turismo Nacional | Martos Competición | Ford Fiesta KD | 12       | 4         | 4      | 2      | 2      | 237.00     | 3.º        |
| 2016      | Clase 2 del Turismo Nacional | Martos Competición | Ford Fiesta KD | 11       | 1         | 1      | 3      | 2      | 149.00     | 9.º        |
| 2016      | Clase 3 del Turismo Pista    | ZP Sport           | Renault Clio   | 1        | 0         | 0      | 0      | 0      | 5.00       | 51.º       |
| 2017      | Clase 3 del Turismo Nacional | Martos Competición | Ford Focus III | 11       | 0         | 0      | 0      | 0      | 57.50      | 25.º       |
| 2018      | Clase 2 del Turismo Nacional | Ale Bucci Racing   | Ford Fiesta KD | 12       | 2         | 4      | 2      | 4      | 249.00     | 1.º        |
| 2019      | Clase 2 del Turismo Nacional | Ale Bucci Racing   | Ford Fiesta KD | 12       | 2         | 4      | 4      | 3      | 260.00     | 3.º        |
| 2020      | Clase 2 del Turismo Nacional | Ale Bucci Racing   | Ford Fiesta KD | 8        | 2         | 3      | 5      | 3      | 224.00     | 1.º        |
| 2021      | Clase 3 del Turismo Nacional | Ale Bucci Racing   | Ford Focus III | 3        | 0         | 0      | 0      | 0      | 82.00      | 22.º       |
| 2021      | Clase 3 del Turismo Nacional | Martos Competición | Ford Focus III | 9        | 0         | 0      | 0      | 0      | 82.00      | 22.º       |
| 2022      | Clase 3 del Turismo Pista    | Cano Racing        | Toyota Etios   | 4        | 0         | 0      | 0      | 0      | En disputa | En disputa |
| 2022      | Clase 3 del Turismo Pista    | SR Sport           | Ford Fiesta KD | 0        | 0         | 0      | 0      | 0      | En disputa | En disputa |
| Fuente    | [ 18 ]                       | [ 18 ]             | [ 18 ]         | [ 18 ]   | [ 18 ]    | [ 18 ] | [ 18 ] | [ 18 ] | [ 18 ]     | [ 18 ]     |

## Palmarés
| Título     | Categoría                    | Automóvil      | Año  |
| ---------- | ---------------------------- | -------------- | ---- |
| Campeón    | A.L.M.A. Clase 2             | Fiat Uno       | 2011 |
| Subcampeón | Clase 2 del Turismo Pista    | Fiat Uno       | 2012 |
| Campeón    | Clase 2 del Turismo Nacional | Ford Fiesta KD | 2018 |
| Campeón    | Clase 2 del Turismo Nacional | Ford Fiesta KD | 2020 |